# 鳳泉煤礦站
凤泉煤矿站（韓語：봉천탄광역）是朝鮮民主主義人民共和國平安南道价川市的一個鐵路車站，属于凤泉煤矿线。

## 邻近车站
凤泉煤矿线
凤泉站 - 凤泉煤矿站